# 室洋二郎
室 洋二郎（むろ ようじろう、1933年7月5日 - ）は、日本の元陸上競技選手。現役時代の専門は短距離走。

## 来歴
慶應義塾大学文学部卒業。大学時代の1960年には、第44回日本陸上競技選手権大会の100メートル競走に11秒1のタイムで優勝した。卒業後は前田建設工業に就職する。
1964年東京オリンピックで男子400メートルリレーに出場（走順は第4走。他のメンバーは1走・飯島秀雄、2走・蒲田勝、3走・浅井浄）したが、2次予選で敗退した。第3走の浅井の後年の回想では、リレーメンバーはみな互いをライバル視する意識が強く、バトンパスも真剣に練習をしなかったという。